# Małe Bedlenki
Małe Bedlenki – osada w Polsce położona w województwie kujawsko-pomorskim, w powiecie świeckim, w gminie Świecie.
W latach 1975–1998 miejscowość administracyjnie należała do województwa bydgoskiego.